# 蘋果魟
蘋果魟（學名：Disceus aiereba）分佈於巴西以及秘魯，其中，以秘魯為主要產地。牠的體盤薄、體幅寬，同時，牠的眼睛很小。其飼養上也有難度。